# 普遍論争
中世スコラ哲学において、普遍論争（ふへんろんそう、英: Problem of universals）とは、「普遍」(「普遍者」ともいう、英: universals) の実在に関する論争を言う。これと内容的に同じ議論が、古代から続いており、近代哲学や現代の哲学でも形を変えて問題となっているが、普遍概念をめぐる論争として中世の論争を特にこの名で呼ぶ。

## 概要
通説では、中世における最大の論争である普遍論争は、3世紀にポルフュリオスによって書かれた『エイサゴーゲー』の次の一節に端緒を持つと言われる。
中世スコラ哲学全体を貫く最も重大な問題はこの一節で述べられている類や種から得られる「普遍」の実在性の問題であり、中世の哲学者はポルフュリオスが答えを出さなかったこの普遍の実在性の問題について議論を重ねた、とされる。普遍の実在性が問題であったと言われるものの、そもそも普遍概念の捉え方自体が論者によってまちまちであり、19世紀半ば以降に通説として、実在論（realism）、唯名論（nominalism）、概念論（conceptualism）の三つの立場が存在したと整理されることとなり、普遍論争の通説として用いられている。
本項の内容もこの通説に基づく。ただし、21世紀現代の中世哲学史研究では、この通説は批判の対象になっている。

## 普遍概念
一般に、普遍（羅: universus）とは、一つ（uni）の方向性をもった（versus）広がり全体のことを言う。一方、普遍論争における普遍概念（羅: universalia）とは、伝統的に、個物/もの（羅: res、レース）に対する普遍、すなわち「複数のものの述語となるもの」（類概念）と定義される。個物とは中世において自明的に存在すると考えられた個別的な事物のことで、例えば、フィレンツェに住む商人のミケーレ氏とか、そのミケーレ氏の邸で飼っている犬のフェリスとか、ミケーレ氏の邸内に生えている柏の大樹などである。
ミケーレ氏は、「人間の類」に属し、犬のフェリスは「犬の類」に属し、柏の巨木は「柏の樹の類」に属している。これらの「類の概念」は「形相（羅: forma、フォルマ）」であると中世哲学では考えられた。そこで、これらの類の概念、つまり「人間の形相」「犬の形相」「柏の樹の形相」などが、「普遍概念」とも呼ばれた。
個物が存在することは疑いがないが、では類の概念、つまり普遍概念は存在するのかどうか。具体的なミケーレ氏という人間とは別に「人間の普遍概念」が存在するのか、同様に、犬のフェリスとは別に「犬の普遍概念」が存在するのか、また「柏の樹の普遍概念」が存在するのか。この問題は、古代においても、事物のイデアー存在と、個別存在の違いということで問題になっていたが、スコラ哲学では、更に精緻に議論や考察が行われた。

## 実在論と唯名論
アンセルムスなどの実在論者は、普遍概念は存在するとし、何ものかが明らかでない個物の基体存在物に、例えば「人間」の形相が付与されることで、すなわち「人間の普遍概念」が基体存在に加わることで、簡単に云えば、「人間の具体的存在」すなわち「個物としての人間」が成立するとした。このように、類の概念、すなわち普遍概念が実在するとする考えを、「実念論」または「実在論（Realismus）」と呼ぶ。
実在論者は新プラトン的立場に立ち、イデアが事物より先に立ちそれ自身において存する点に鑑み、アダムによって堕落しキリストに救済されることが成り立つためには、人類という普遍者が存在し、それが人間の本質として前提されなければならないと考えた。そうでないとすると、アダムの原罪もキリストの受難も個々の事実に過ぎず、人類全体の救済という普遍的な意味を持ち得ないからである。
これに対し、オッカムのウィリアムなどの唯名論者は、人間の類の概念、すなわち「人間の普遍概念」は形相的に実在するのではなく、古代のアリストテレスが考えたように、実在するのは具体的な個々の個物であるとした。つまり、人間のミケーレや犬のフェリスや柏の巨木が、個物（レース）として実在しているのである。このとき、「普遍概念」は、類を示す「名前（羅: nomen）」であり、名前は「言葉」として存在するが、類の概念、すなわち普遍概念としての形相的存在は実在しないとした。極端な唯名論を唱えたロスケリヌスは、普遍は音声の風（flatus vocis）にすぎないとしている。このような考えを「唯名論（Nominalisme）」と云う。アベラールの見解では普遍はまず事物よりも神のうちに概念として存在し、その次に物自身のうちに共通な本質的規定として存在し、さらに物の後に人間の悟性のうちにその思惟の結果得られた概念として存在することになるとした。これはプラトンとアリストテレスの折衷的な解釈であった。しかしこのような歩み寄りにもかかわらず論争は続いた。事物、人間の普遍性を認めなければキリスト教の最も重要な教義と矛盾してしまうからである。
トマス・アクィナスは、実在論の立場から両者を調停して、普遍は神の知性においては「事物に先だって (ante rem)」存在し、世界の中においては「事物の中に (in re)」存在し、そして人間の知性においては「事物の後に (post rem)」存在するとしている。

## 著名な論客
実在論者には、神の存在証明で名を知られるアンセルムスがおり、実在論の立場から唯名論との調和をはかった者には、トマス・アクィナスがいる。他に、フランシスコ学派のドゥンス・スコトゥスなど。
他方、唯名論者には、異端として排除されたロスケリヌスの他、自由恋愛のアベラールや経験論哲学の先駆であるオッカムのウィリアムがいる。